# Tipula rantaicola
Tipula rantaicola är en tvåvingeart som beskrevs av Alexander 1929. Tipula rantaicola ingår i släktet Tipula och familjen storharkrankar.
Artens utbredningsområde är Taiwan. Inga underarter finns listade i Catalogue of Life.